# Solonți, Oleșkî
Solonți (în ucraineană Солонці) este o comună în raionul Țiurupînsk, regiunea Herson, Ucraina, formată numai din satul de reședință.

## Demografie
Componența lingvistică a comunei Solonți
     Ucraineană (92,19%)
     Rusă (4,9%)
     Alte limbi (0,17%)
Conform recensământului din 2001, majoritatea populației comunei Solonți era vorbitoare de ucraineană (92,19%), existând în minoritate și vorbitori de rusă (4,9%) și armeană (2,58%).